# Antiochos de Ptolémaïde
Antiochos de Ptolémaïde, mort en 408, était évêque de Ptolémaïs (Saint-Jean d'Acre) au IVe – Ve siècle.
Il est connu pour avoir été l'un de ceux qui ont condamné saint Jean Chrysostome à l'exil, lors du synode du Chêne en 403.

## Référence aux éditions
- CPG 4296-4297